# Tratado de Amizade e Comércio entre a França e o Japão

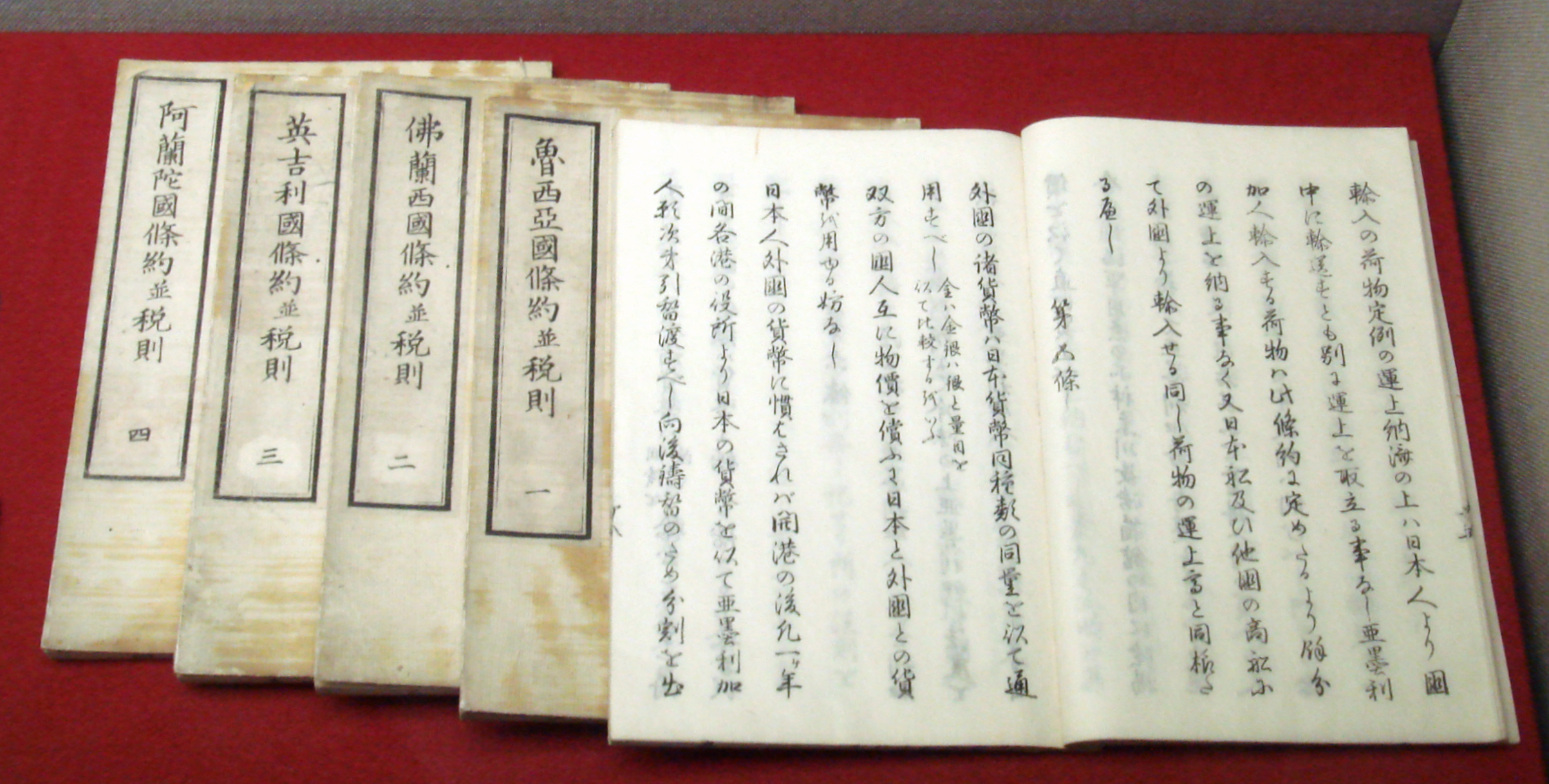
Tratados de Amizade e Comércio entre o Japão e a Holanda, a Inglaterra, a França, a Rússia e os Estados Unidos, em 1858.

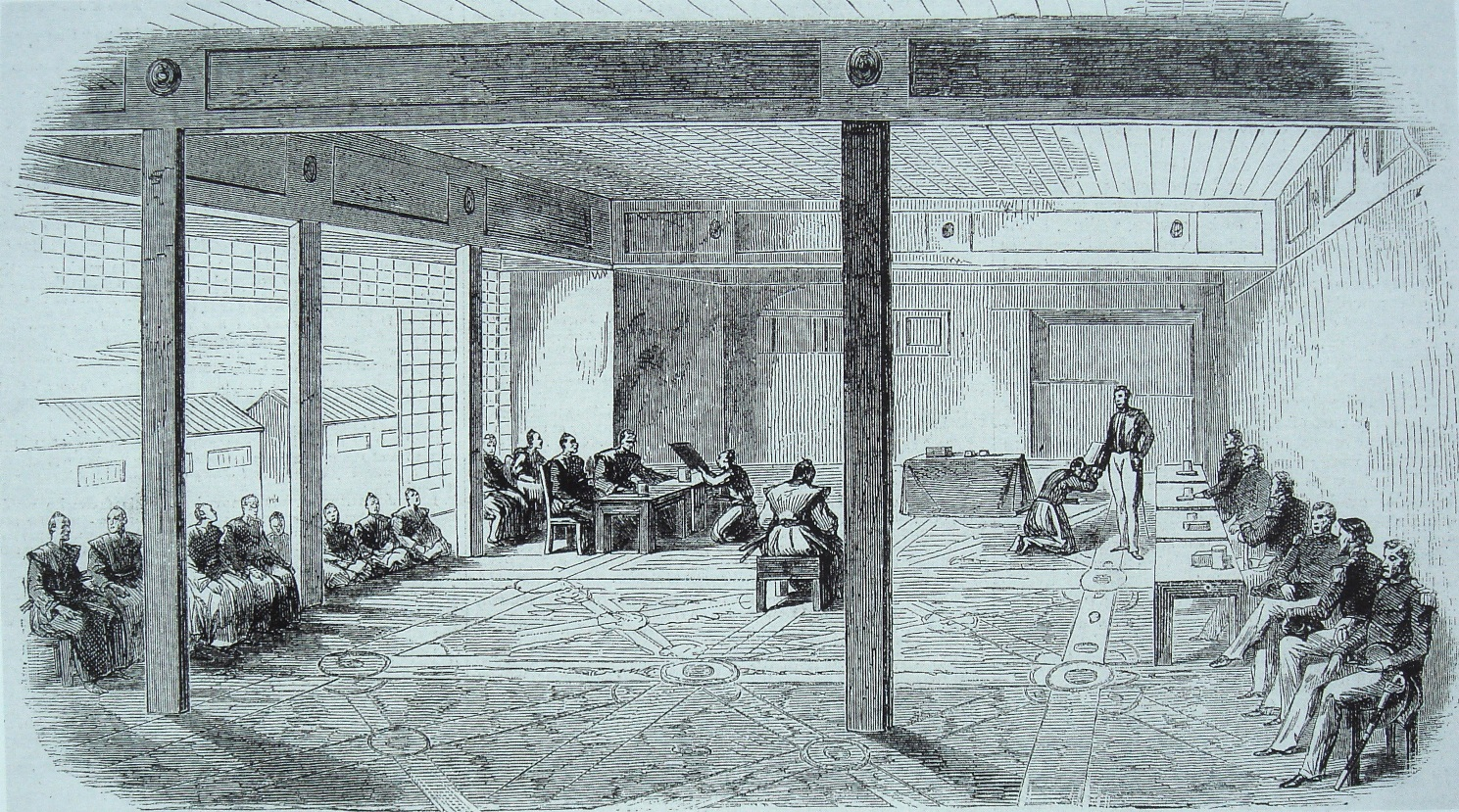
Assinatura do Primeiro tratado Franco-Japonês em 1858 em Edo.

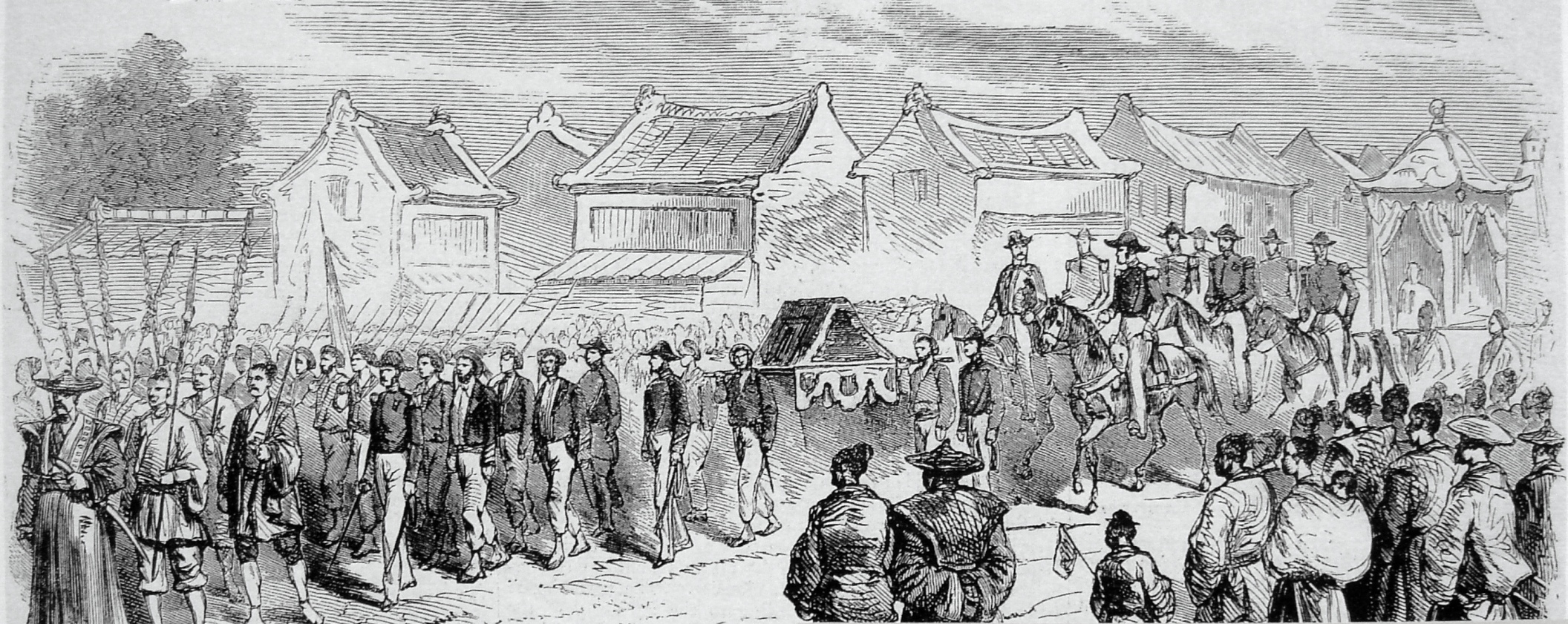
Duchesne de Bellecourt, trazendo o tratado ratificada Franco-Japonês para o Shogun, 4 de fevereiro de 1860.

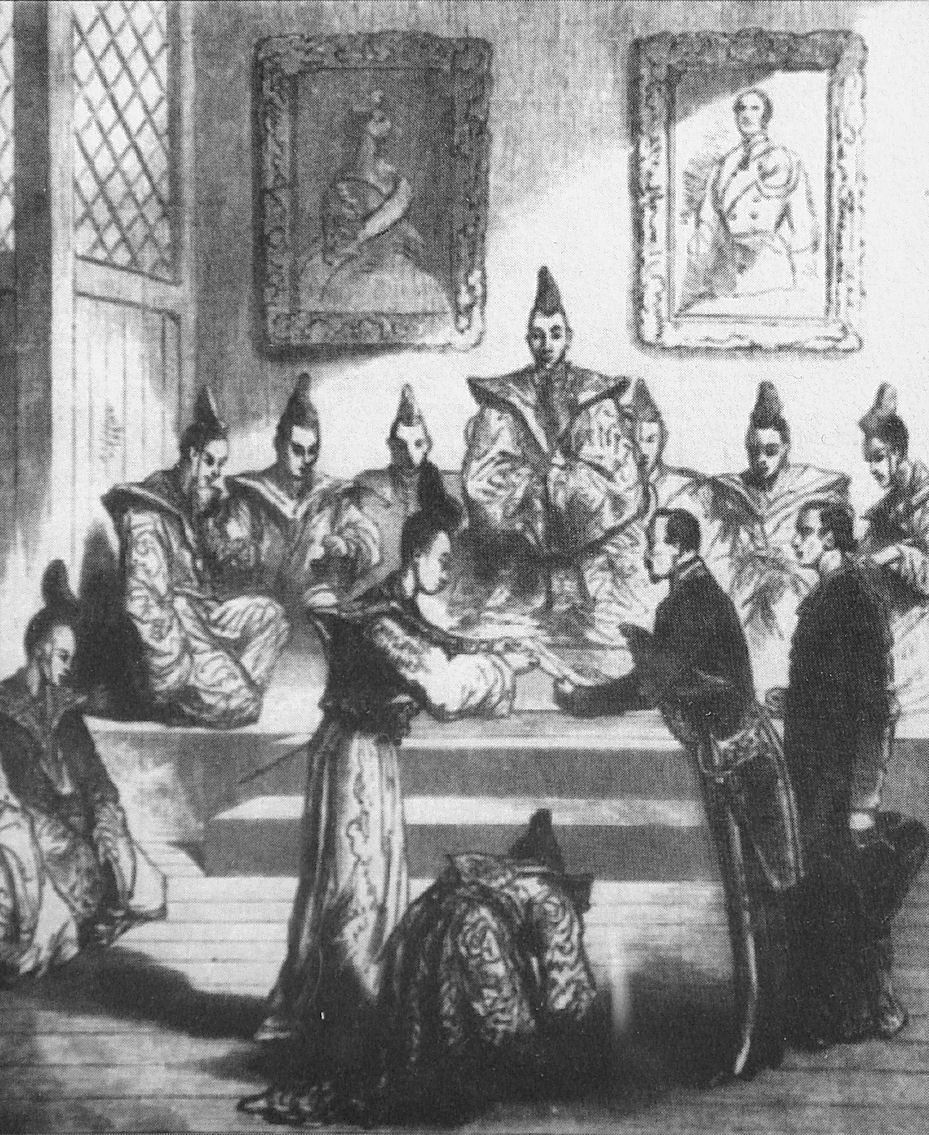
Duchesne de Bellecourt envia o Tratado de Amizade e Comércio entre a França e o Japão para o Shogun, em 1860. Ele é acompanhado pelo Pai Mermet-Cachon.

O Tratado de Amizade e Comércio entre a França e o Japão (em Japonês:日仏修好通商条約) foi assinado em Edo em 9 de outubro de 1858, por Jean-Baptiste Louis Gros, o comandante da expedição francesa na China, auxiliado por Charles de Chassiron e Alfred de Moges, a abertura de relações diplomáticas entre os dois países. O Tratado foi assinado após a assinatura do Tratado de Harris entre os EUA e o Japão, e França, Rússia, Grã-Bretanha, Holanda rapidamente seguiram o exemplo norte-americano: o Japão foi forçado a aplicar a outras nações as condições concedidas para os Estados Unidos como a "nação mais favorecida" a disposição. Este em 1858 assinou o tratado com as cinco nações, conhecidos coletivamente como "Tratados Ansei". Os pontos mais importantes dos "Tratados Desiguais" foram:
- troca dos agentes diplomáticos.
- Edo, Kobe, Nagasaki, Niigata, e Yokohama se abrem ao comércio exterior.
- permissão para que cidadãos estrangeiros vivam e pratiquem comércio naqueles portos (apenas o comércio do Ópio foi proibido).
- um sistema de extraterritorialidade prevista para a subjugação de residentes estrangeiros, as leis de seus próprios tribunais consular, em vez da lei Japonesa.
- Direito fixo de importação e de exportação, sujeito a controle internacional, assim privando o governo Japonês de controle de comércio exterior e proteção das indústrias nacionais (a taxa gostaria de ir tão baixos como 5% na década de 1860.)

Em 1859, Gustave Duchesne de Bellecourt chegou e se torna o primeiro representante francês no Japão. Um Consulado francês foi inaugurado esse ano, no Templo de Saikai-ji, em Mita, Edo,, ao mesmo tempo, como um Consulado Americano foi fundado no Templo de Zenpuku-ji, e um Consulado Britânico no Templo de Tōzen-ji.
O Tratado foi ratificado e levado para o Shogun por Duchesne de Bellecourt, em 4 de fevereiro de 1860.